# Auszeichnung für gute Bauten in der Stadt Zürich
Auszeichnung für gute Bauten der Stadt Zürich ist ein schweizerischer Architekturpreis und wird seit 1947 von der Stadt Zürich vergeben. In Auszeichnungsperioden von zunächst drei, dann fünf Jahren wurden seither in insgesamt 16 Jurierungen Bauten der Jahre 1945 bis 2010 ausgezeichnet. Dabei wurden bis 2010 insgesamt 192 Bauten prämiert. Am 15. September 2016 wurden zum 17. Mal die Auszeichnungen für die besten Bauten der Periode 2011 bis 2015 im Stadthaus Zürich vergeben.

## Geschichte
Nachdem zunächst eine Geldprämie ausgelobt wurde, ist der Preis heute nicht mit Geld- oder Sachleistungen verbunden, sondern es werden eine Plakette und eine Urkunde vergeben. Insgesamt wurden in den ersten 50 Jahren des Preises bis 1995 153 Auszeichnungen vergeben. Über den Anteil am gesamten Baugeschehen liegen keine Zahlen vor, jedoch heisst es beispielhaft für die Auszeichnungsperiode 1968 bis 1971 im Protokoll des Stadtrates: «Entsprechend den Richtlinien mussten aus einem vom Hochbauamt erstellten Verzeichnis von rund 600 in der Zwischenzeit neu erstellten Bauten deren 120 durch die Jury beurteilt werden.» Prämiert wurden in dieser Periode dann elf Bauwerke.
Die Geschichte des Preises geht auf das Jahr 1943 zurück, als anlässlich der Aufweitung des Literaturpreises der Stadt in einen Kunstpreis mit verschiedenen Sparten der Bund Schweizer Architekten vorschlug, auch einen Architekturpreis zu schaffen. Gefördert vom Stadtbaumeister Steiner wurde der Preis dann im Februar 1947 vom Gemeinderat beschlossen und erstmals vergeben.

## Belege
1. ↑  In der ersten Auszeichnungsperiode wurden allerdings auch einige ältere Bauwerke aufgenommen, beginnend 1940.
2. ↑  Ausgezählt auf der Website: Gute Bauten der Stadt Zürich (Memento des Originals vom 25. November 2020 im Internet Archive)  Info: Der Archivlink wurde automatisch eingesetzt und noch nicht geprüft. Bitte prüfe Original- und Archivlink gemäß Anleitung und entferne dann diesen Hinweis., abgerufen am 19. Februar 2014.
3. ↑  Auszeichnung für gute Bauten der Stadt Zürich - Stadt Zürich. In: www.stadt-zuerich.ch. Abgerufen am 28. Juni 2016.
4. ↑  Es wurden zunächst 10'000 CHF pro Preis gestiftet, siehe Öffentliche Kunstpflege. In: Das Werk. Band 35, Anhang Heft 2, 1948, S. 23 (online).
5. ↑  Bauamt II der Stadt Zürich (Hrsg.): 50 Jahre Auszeichnungen für gute Bauten in der Stadt Zürich. gta Verlag, Zürich 1995, ISBN 3-85676-063-6. S. 132
6. ↑  Inge Beckel: «Zwanglos und massstäblich.» Zur Chronologie der Auszeichnungen für gute Bauten in der Stadt Zürich. In: Bauamt II der Stadt Zürich (Hrsg.): 50 Jahre Auszeichnungen für gute Bauten in der Stadt Zürich. gta Verlag, Zürich 1995, ISBN 3-85676-063-6. S. 23